# Wolbórka (przystanek kolejowy)

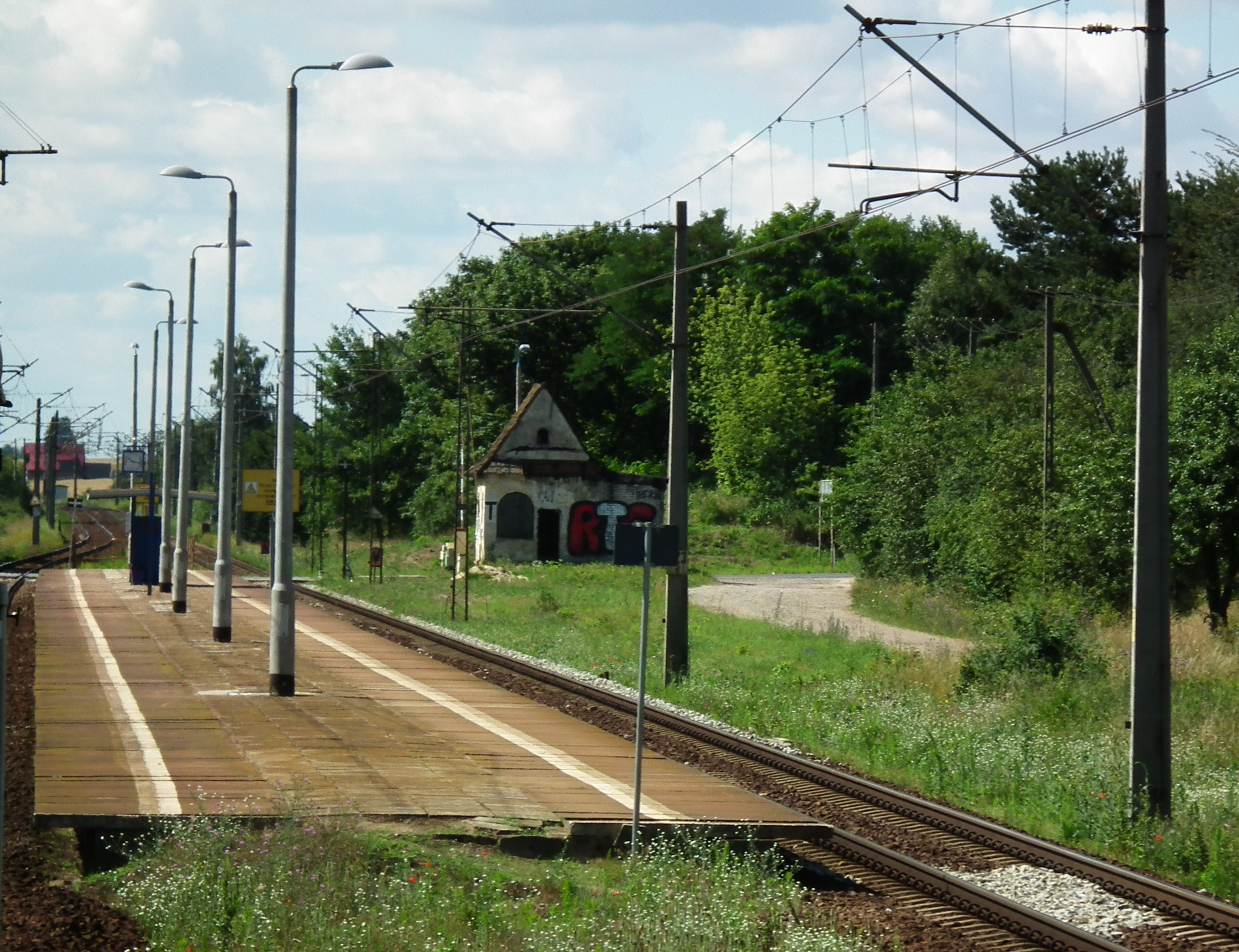
Peron i posterunek dróżniczy

Wolbórka – przystanek kolejowy koło Czarnocina, w województwie łódzkim, w Polsce.

## Historia
W latach 1925–2009 nosił nazwę Czarnocin. Zabytkowa poczekalnia została przeniesiona z Wolbórki do Skansenu Rzeki Pilicy w Tomaszowie Mazowieckim. Stacja posiadała tor boczny, który został zlikwidowany na przełomie lat 60. i 70. XX wieku.  Do tego samego czasu stacja posiadała semafory wjazdowe i wyjazdowe (ramienne), obsługiwane przez dyżurnego blokowego mającego swoje pomieszczenie w budynku przy poczekalni. Dyżurny blokowy obsługiwał także zapory przejazdowe i dokonywał sprzedaży biletów.

## Ruch pasażerski[2]
| Rok  | Wymiana pasażerska na dobę |
| ---- | -------------------------- |
| 2017 | 20-29                      |
| 2018 | 20-49                      |
| 2019 | 50-99                      |
| 2020 | 20-49                      |
| 2021 | 50-99                      |
| 2022 | 100-149                    |
| 2023 | 100-149                    |
| 2024 | 150-199                    |